# قانون تابعیت اسلواکی
قانون تابعیت اسلواکی (انگلیسی: Slovak nationality law) قانون تعیین‌کننده تصاحب، گذر و از دست دادن شهروندی اسلواکی می‌باشد. قانون شهروندی قانونی است که به دنبال تجزیه چکسلواکی، توسط شورای ملی اسلواکی در رابطه با قانون تابعیت تصویب شد. در سال ۲۰۱۰، این قانون به صورت بحث‌برانگیزی مورد بازنگری قرار گرفت و اصلاحیه‌ای را مصوب کرد که هر فرد بعد از اخذ تابعیتی غیر از تابعیت اسلواکی، شهروندی اسلواکی را از دست خواهد داد. گفته شده، که این قانون تا حدودی بر انتخابات ۲۰۱۲ تأثیر گذاشته بود.

## مقررات
بر اساس قانون شهروندی، از طریق تولد، فرزند خواندگی یا پذیرش (اعطای تابعیت)، می‌توان شهروندی اسلواکی را بدست آورد.